# Lushoto (Distrikt)
Lushoto ist ein Distrikt der Region Tanga im Nordosten von Tansania mit dem Verwaltungszentrum in der Stadt Lushoto. Er grenzt im Nordosten an Kenia, im Osten an den Distrikt Mkinga, im Südosten, Süden und Südwesten an die Distrikte Korogwe und Bumbuli und im Nordwesten an die Region Kilimandscharo.

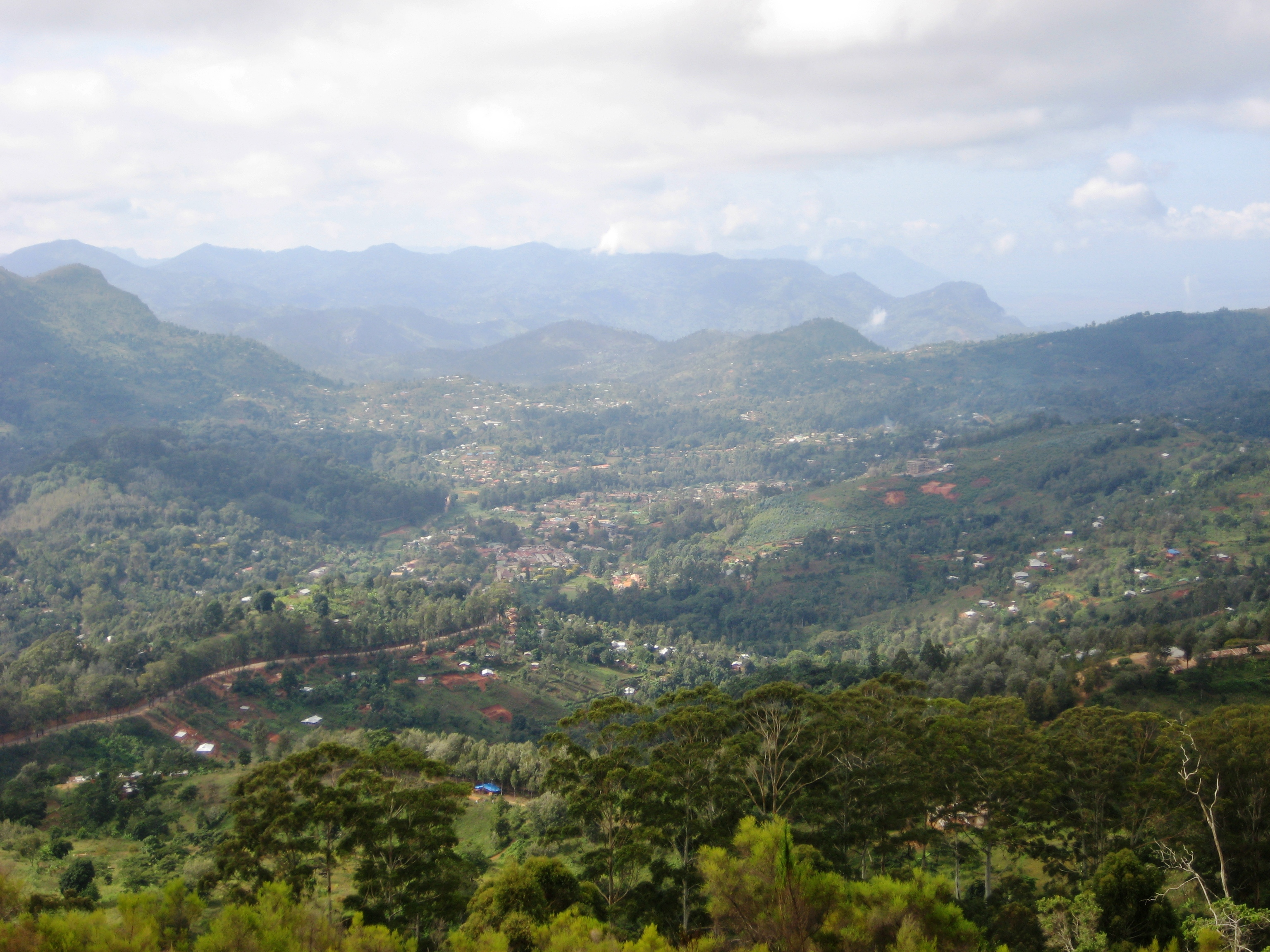
Blick auf die Stadt Lushoto.

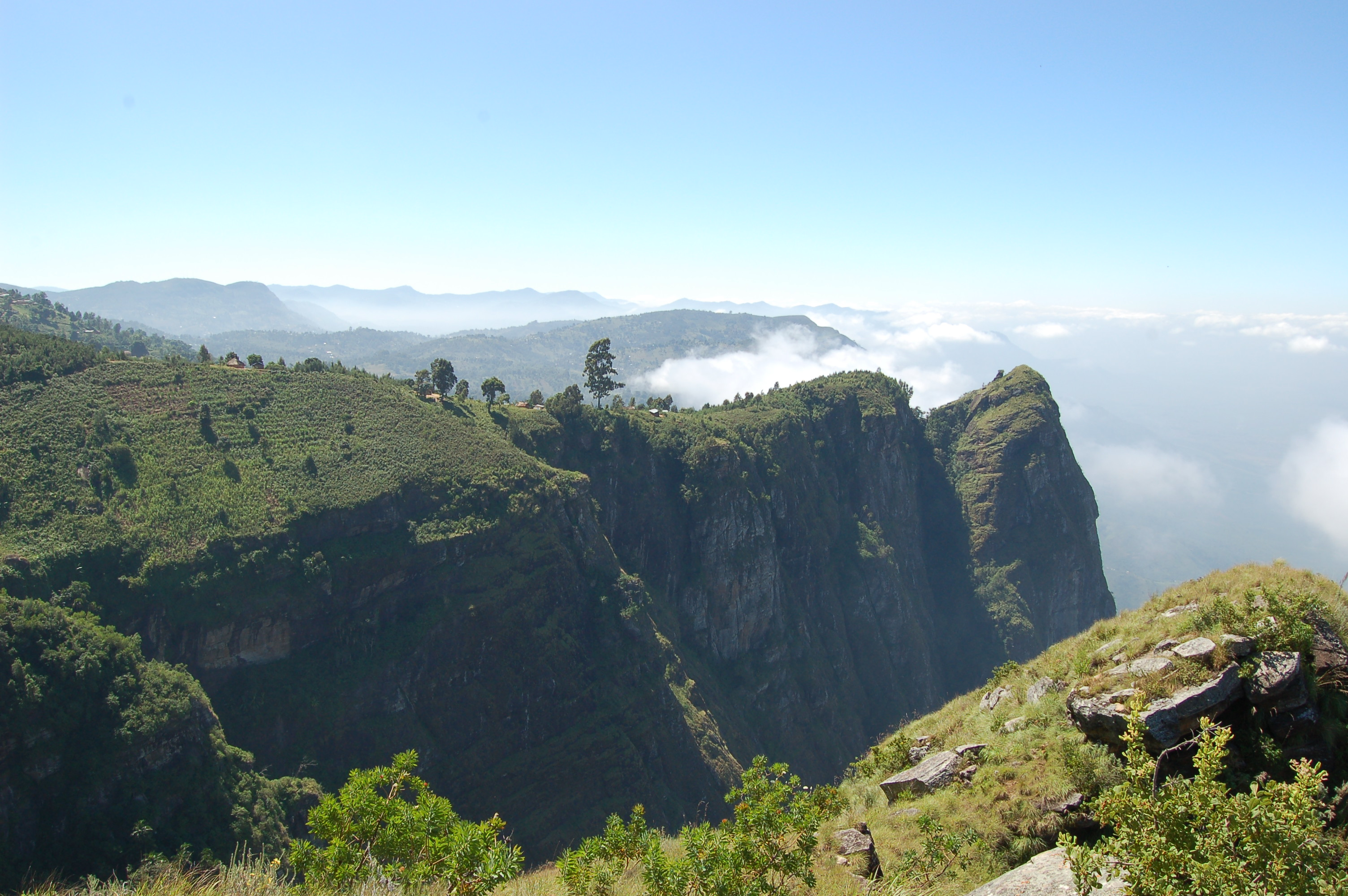
Usambara-Berge

## Geographie
Der Distrikt hat eine Fläche von 2300 Quadratkilometer und 350.958 Einwohner (Volkszählung 2022). Das Land lässt sich topographisch in zwei Bereiche gliedern:
- Die Usambara-Berge, die rund drei Viertel der Fläche einnehmen, in einer Höhe von 1000 bis 2100 Meter über dem Meer.
- Das Flachland im Nordosten, das in einer Höhe von 300 bis 600 Meter liegt.

Die Entwässerung erfolgt größtenteils über den Fluss Umba, der in den Usambara Bergen entspringt, nach Osten fließt und in den Indischen Ozean mündet.
Das Klima in Lushoto ist abhängig von der Höhe, größtenteils aber gemäßigt warm, Cfb nach der effektiven Klimaklassifikation. Es gibt zwei Regenzeiten. Kurze Schauer fallen von Oktober bis Dezember, lange Regen gibt es von März bis Juni. Von Juli bis September ist es recht trocken. Insgesamt fallen in den Niederungen 500 bis 800 Millimeter Niederschlag, 800 bis 2000 Millimeter in den Bergen. Die Temperaturen sind in den Bergen niedriger als im Flachland. In der Hauptstadt Lushoto, die am Westrand der Usambara-Berge auf 1378 Meter Seehöhe liegt, ist die Durchschnittstemperatur 17,3 Grad Celsius. Die wärmsten Monate sind von Oktober bis Februar, am kühlsten ist es von Juni bis August.

## Geschichte
Im Gebiet von Lushoto wurden 2000 Jahre alte Überreste von Eisenschmelzen gefunden. Vor etwa 1000 Jahren kamen Bananen aus Asien und veränderten das Leben der Bauern, da die Bananen eine verlässlichere Ernte lieferten als Mais und Hirse. In der Mitte des 18. Jahrhunderts baute Mbega ein Königreich auf, das unter seinen Nachfolgern in der Blütezeit von 1800 bis 1860 vom Pare-Gebirge bis an die Küste bei Tanga reichte. Im Jahr 1898 zerstörte ein Feuer die Hauptstadt bei Vuga und Epidemien beendeten die Stärke des Reiches. In der Deutschen Kolonialzeit wurde Lushoto Wilhelmstal genannt und war nicht nur ein lokales Verwaltungszentrum, sondern wegen seines Klimas auch ein beliebter Urlaubsort.

## Verwaltungsgliederung
Der Distrikt Lushoto ist in 2 Wahlkreise (Jimbo) und insgesamt 33 Bezirke (Kata) gegliedert:
Lushoto
- Gare
- Kilole
- Kwai
- Kwekanga
- Kwemashai
- Lushoto
- Magamba
- Makanya
- Malibwi
- Mbwei
- Migambo
- Mlola
- Ngulwi
- Ngwelo
- Ubiri

Mlalo
- Dule „M“
- Hemtoye
- Kwenshasha
- Lukozi
- Lunguza
- Malindi
- Manolo
- Mbaramo
- Mbaru
- Mlalo
- Mnazi
- Mng'aro
- Mtae
- Mwangoi
- Rangwi
- Shagayu
- Shume
- Sunga

## Bevölkerung
Die Einwohnerzahl von Lushoto stieg von 279.096 im Jahr 2002 auf 332.436 im Jahr 2012. Bei der Volkszählung 2022 hatte der Distrikt 350.958 Einwohner.
Der Distrikt hat eine ländliche Struktur, weniger als zehn Prozent der Haushalte sind in urbanem Umfeld. Mehr als zwei Drittel der über Fünfjährigen sprechen Swahili, rund acht Prozent Swahili und Englisch, fast ein Viertel sind Analphabeten (Stand 2012).

## Einrichtungen und Dienstleistungen
- Bildung: In 249 Grundschulen werden 81.000 Schüler von 1800 Lehrern unterrichtet. Es fehlen 253 Lehrpersonen (Stand 2016). Von den 60 weiterführenden Schulen sind 53 staatlich. Im Distrikt befindet sich die Sebastian Kolowa Memorial Universität, die von der evangelischen Kirche geführt wird.[9]
- Gesundheit: Im Distrikt befinden sich ein Krankenhaus, fünf Gesundheitszentren und 45 Apotheken. Rund 85 Prozent der Bevölkerung haben Zugang zu einer Gesundheitseinrichtung innerhalb von fünf Kilometern.[10]
- Wasser: Fast zwei Drittel der Bevölkerung haben Zugang zu sauberem und sicherem Wasser.[11]

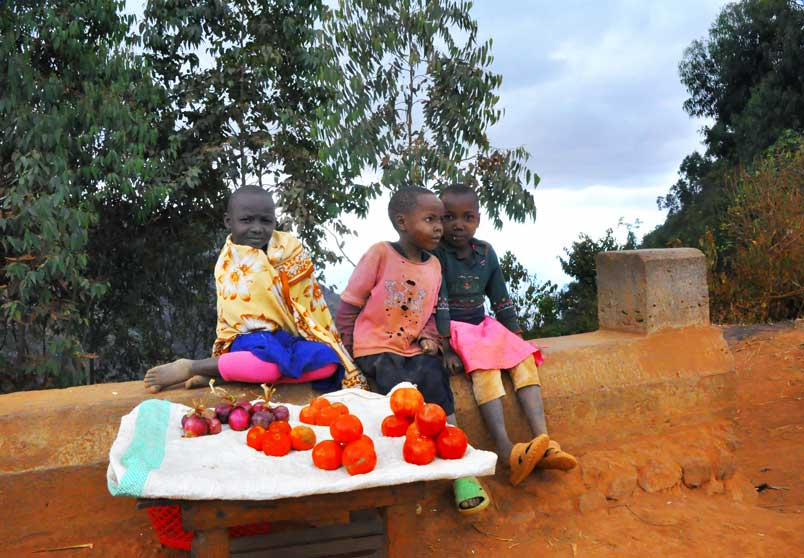
Kinder verkaufen Zwiebel und Tomaten am Straßenrand.

## Wirtschaft und Infrastruktur
- Landwirtschaft: Lushoto ist ein Agrarland, 85 Prozent der Bevölkerung leben von der Landwirtschaft. Überwiegend sind es Kleinbauern, die auch Obst und Gemüse anbauen, das bis Daresalaam, Morogoro, Arusha und in die Küstenregionen verkauft wird. Abhängig von der geographischen Lage werden auch Haustiere gehalten, vor allem Schafe, Rinder, Geflügel, Schweine, Esel und Ziegen. In der Saison 2016/2015 wurden 800.000 Liter Milch und 600.000 Kilogramm Fleisch produziert.[12]
- Forstwirtschaft: Zwölf Prozent des Landes sind bewaldet. Im Usambara Gebirge wird aufgeforstet, um der Entwaldung entgegenzuwirken, das Gebiet in seiner Artenvielfalt und als Wassereinzugsgebiet zu erhalten.[13]
- Straßen: Im Distrikt gibt es keine Autobahnen.[14] Von den 380 Kilometer Bundesstraßen sind die 17,6 Kilometer rund um die Stadt Lushoto asphaltiert, der Rest sind Schotter- und Erdstraßen. Von den rund 1000 Kilometer Distriktstraßen sind 4,1 Kilometer in Lushoto asphaltiert.[15]
- Kommunikation: Neben dem Festnetztelefon gibt es im Distrikt Mobilfunk von den Anbietern AIRTEL, TIGO, HALOTEL, ZANTEL und VODACOM.[15] Im Jahr 2012 hatte weniger als ein Prozent der Haushalte einen Festnetzanschluss.[16]

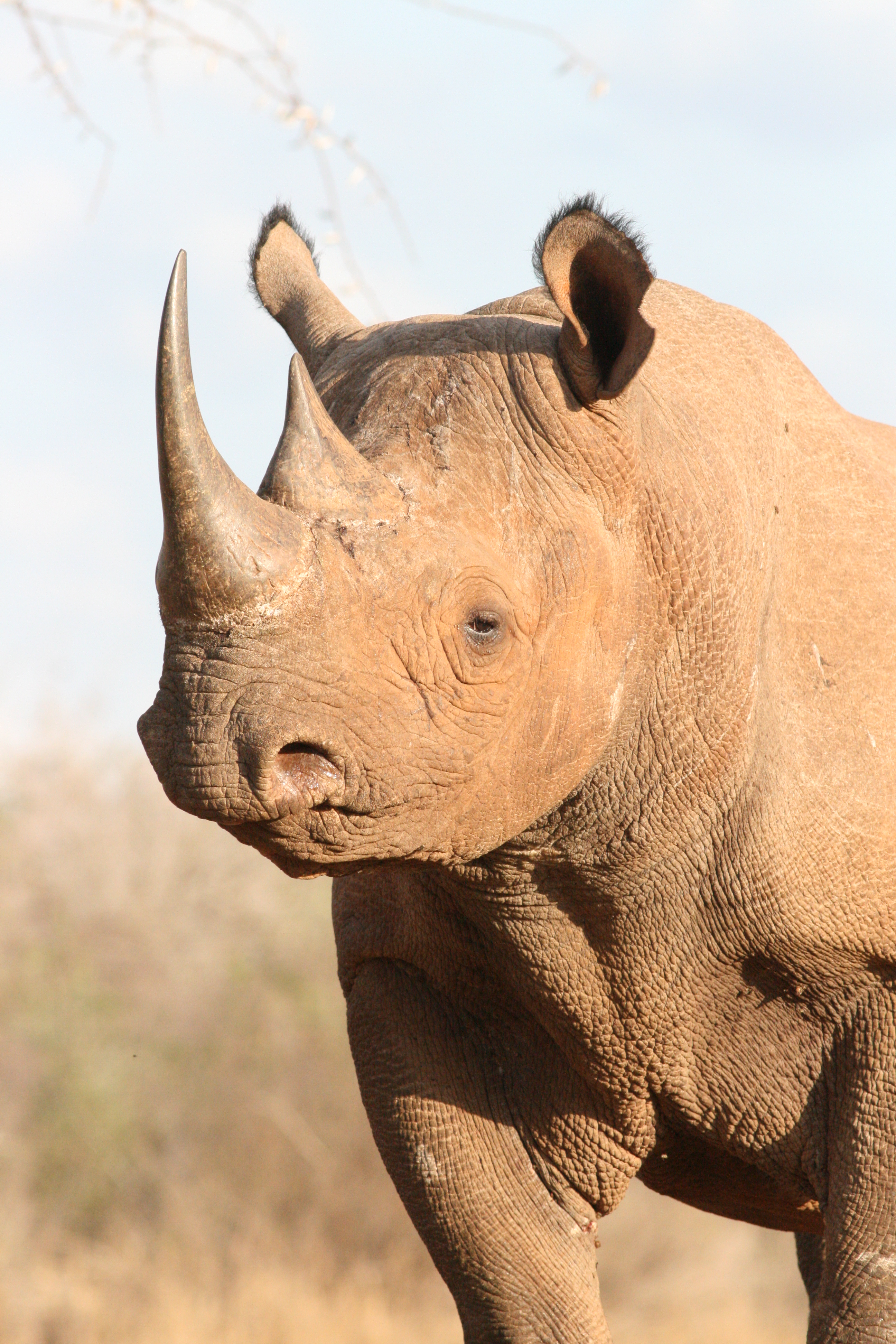
Nashorn im Mkomazi-Nationalpark

## Sehenswürdigkeiten
- Mkomazi-Nationalpark: Der Distrikt hat Anteil am 3245 Quadratkilometer großen Mkomazi-Nationalpark.[17] Die Landschaft ist eine typische ostafrikanische Trockensavanne mit Giraffen, Antilopen, Gnus, Zebras, Nashörnern, Büffeln und vielen Raubtieren wie Löwen, Leoparden, Hyänen und Geparden. Wegen der Trockenheit ist der Tierbestand nicht so dicht wie in anderen Parks.[18]